# Orthocosa orophila
Orthocosa orophila là một loài nhện trong họ Lycosidae.
Loài này thuộc chi Orthocosa. Orthocosa orophila được Tord Tamerlan Teodor Thorell miêu tả năm 1887.